# Ten Bosch (geslacht)
Ten Bosch is de naam van een Nederlandse familie die bestuurders en militairen voortbracht.

## Geschiedenis
De zekere stamreeks begint met Evert ten Bosch, die tweemaal huwde en wiens zonen uit het eerste en twee de huwelijk zich in Enkhuizen vestigden aan het einde van de 17e eeuw. In de 18e en 19e eeuw bracht het geslacht nogal wat (hoge) militairen voort.
De familie werd in 1927 opgenomen in het Nederland's Patriciaat.

## Enkele telgen
Evert ten Bosch; hij trouwde tweemaal en had uit het eerste huwelijk een zoon Hendrik, uit het tweede een zoon Pieter.
- Pieter ten Bosch (omstreeks 1623-1669), afkomstig van Deventer, koopman te Enkhuizen
  - Evert ten Bosch (1665-1721), reder en schepen van Enkhuizen
    - Pieter ten Bosch (1689-1725), schepen van Enkhuizen
    - ds. Jacobus ten Bosch (1690-1744), predikant
      - Pieter Jan ten Bosch (1729-1797), luitenant
        - Pieter ten Bosch (1764-1839), schepen van Tiel, heemraad van Tiel en Zandwijk
          - Johannes Diederik ten Bosch (1804-1876), wijnkoper
            - Pieter ten Bosch (1836-1922), viceadmiraal, lid Raad van State (1893), ridder Militaire Willems-Orde
              - Johan Lambert ten Bosch (1867-1936), luitenant-generaal, directeur Hogere Krijgsschool

            - Christiaan ten Bosch (1840-1924), viceadmiraal
            - Anna Christina ten Bosch (1843-1921); trouwde in 1871 met Christian Elisa Uhlenbeck (1840-1897), viceadmiraal
              - Marie Jeanne Arnoldine Antoinette Uhlenbeck (1873-1940); trouwde in 1895 met Jean Jacques Rambonnet (1864-1943), viceadmiraal, minister van Marine, ridder Militaire Willems-Orde

            - Jan Theodoor ten Bosch (1844-1890), majoor der cavalerie, ridder Militaire Willems-Orde
            - Johannes Diederik ten Bosch (1853-1946), generaal-majoor titulair
- Hendrik ten Bosch (-1702), vestigde zich in 1672 te Enkhuizen, schepen 1687-1695 aldaar